# 아타고산 철도
아타고 산 철도(일본어: 愛宕山鉄道）는 1927년에 설립되었다.
일본 교토 부 교토시 우쿄 구 철도 2 노선을 운영하고 철도 사업자.
1929년에는 케이후쿠 전철 아라시야마 역에서 키요타키 역까지 개통 된 (평탄 선 3.2 km).
같은 해 7 월에 키요타키가와 역에서 아타고 역 사이가 개업 한 (강삭 철도　2.0 km).
그러나 1944년 2월에 강삭 철도가 폐지되어 동년 12 월에 평탄 선이 폐지되었다.